# ماثيو بيرد (سياسي)
ماثيو بيرد (بالإنجليزية: Matthew Baird)‏ هو سياسي أسترالي، ولد في 15 أكتوبر 1879، وتوفي في 14 يناير 1930. حزبياً، نشط في Liberal Party (Australia, 1909) ‏. وقد انتخب عضو الجمعية التشريعية فيكتوريا.